# Philippe Hurault de Cheverny (évêque)
Philippe Hurault de Cheverny, né à Paris le 19 septembre 1579 et mort le 27 mai 1620 à Cheverny, est un prélat français du XVIIe siècle. Il est le 3e fils de Philippe Hurault, comte de Cheverny et chancelier de France, et de Anne de Thou, est un petit-neveu de Nicolas de Thou, évêque de Chartres.

## Biographie
Philippe Hurault, dont on ignore la formation, obtient dès son jeune âge en commende plusieurs abbayes : Pontlevoy et du Valasse, et peu après, celles de Royaumont, Saint-Père de Chartres, St-Florentin de Bonneval et de Saint-Laumer.
Avec Philippe Hurault (abbé de 1594 à 1620), l'abbaye de Royaumont sort de son état complet de misère  et retrouve une administration plus soigneuse et plus intelligente, qui permet de remettre Royaumont sur un excellent pied. Pourtant Hurault n'est qu'un étudiant de 17 ans, le pape devant accorder une dispense car l'âge légal pour être abbé était de 21 ans. En acceptant Royaumont, Philippe Hurault père rend un grand service à son cousin Martin de Beaune, l'abbé de lors, car de multiples créanciers tentent de saisir l'abbaye. Cinq ans plus tard, Royaumont était déjà considéré comme l'un des beaux biens qui fussent en France.
À dix-neuf ans, en remplacement de son grand-oncle, Nicolas de Thou, Philippe Hurault est désigné à l'évêché de Chartres mais il doit attendre d'avoir atteint l'âge canonique en 1608 pour être nommé et confirmé. L'abbé de Pontlevoy rapporte au roi les sceaux de l'État, après la mort de son père, le chancelier, en 1599. Depuis cette époque, l'abbé de Pontlevoy ne quitte plus Henri IV ; il le suit dans tous ses voyages. L'évêque Philippe Hurault fait imprimer un Manuale sacerdotum, secundum usum diœcesis Carnotensis en 1604. Devenu en 1620 grand aumônier de Marie de Médicis, il meurt la même année à 40 ans.